# Иваньковское шоссе
Ива́ньковское шоссе́ — улица в районе Покровское-Стрешнево Северо-Западного административного округа города Москвы. Проходит от Волоколамского шоссе до канала имени Москвы.

## Название
Шоссе получило своё название в XIX веке (по другим данным — в 1936 году) по направлению к бывшей деревне и дачному посёлку Иваньково: деревня была известна в 1584 году как Оносьина, а современное название получила по имени её владельца первой половины XVII века думного дьяка И. Т. Грамотина.

## Описание
Иваньковское шоссе проходит от Волоколамского шоссе на север, поворачивая почти сразу на северо-запад. Слева к нему примыкает Сосновая аллея, затем шоссе по Иваньковскому мосту пересекает реку Химку, после чего справа к нему примыкает Береговая улица. Улица заканчивается у канала имени Москвы в районе шлюзов № 7 и № 8. Восточнее шоссе расположен парк Покровское-Глебово.

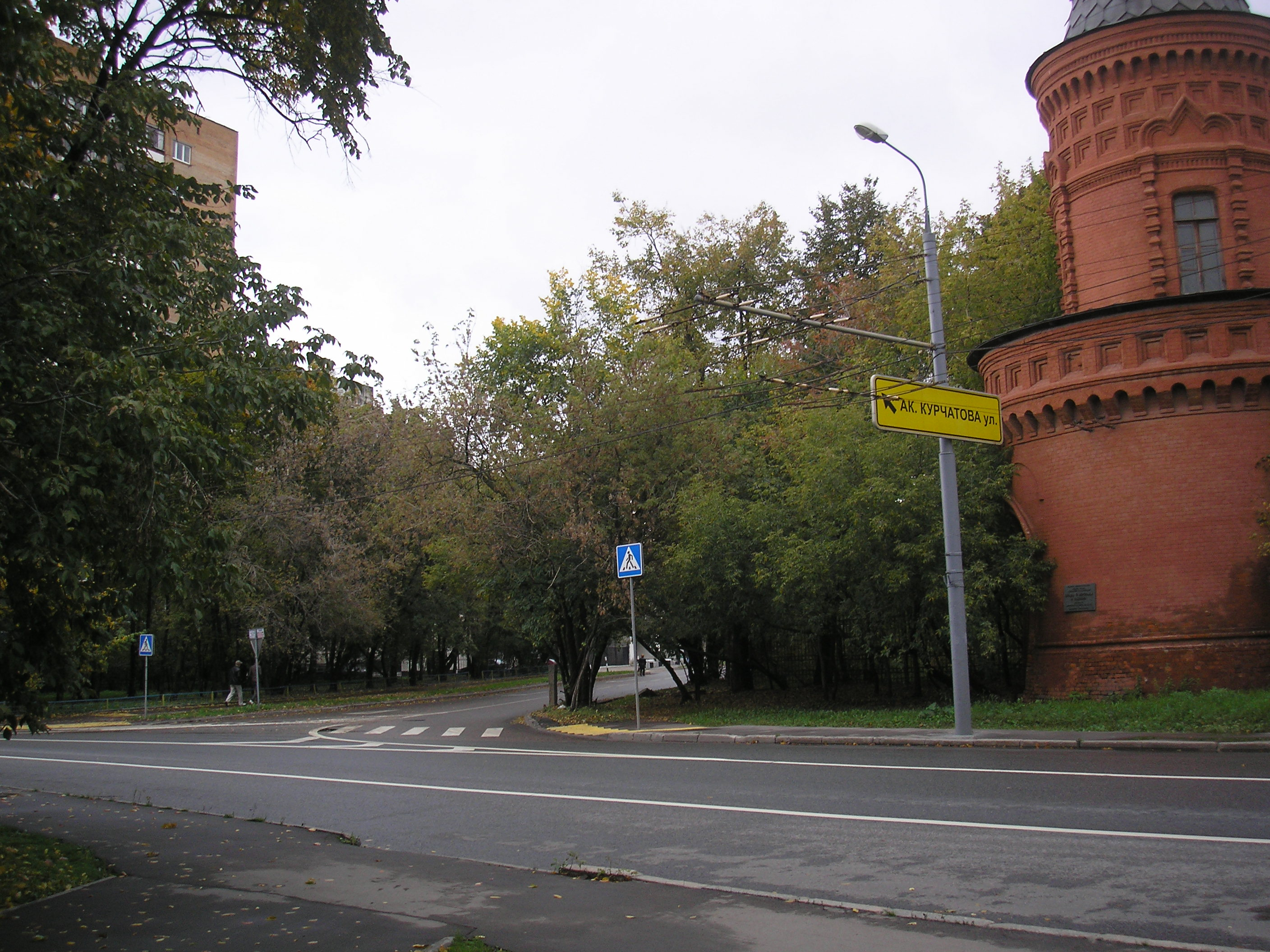
Начало шоссе вблизи Угловой башни усадьбы Покровское-Стрешнево
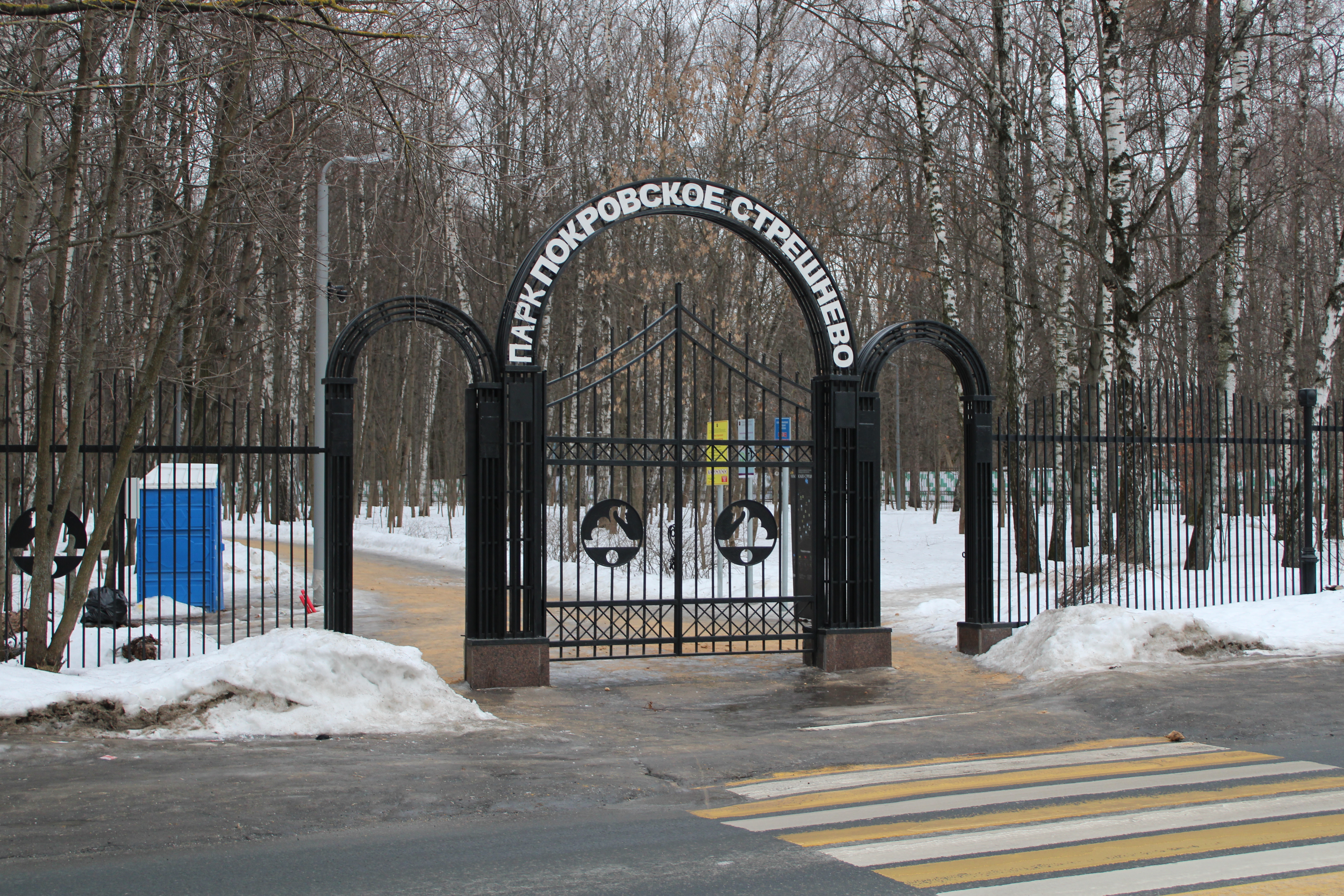
Вход в парк Покровское-Стрешнево в начале улицы
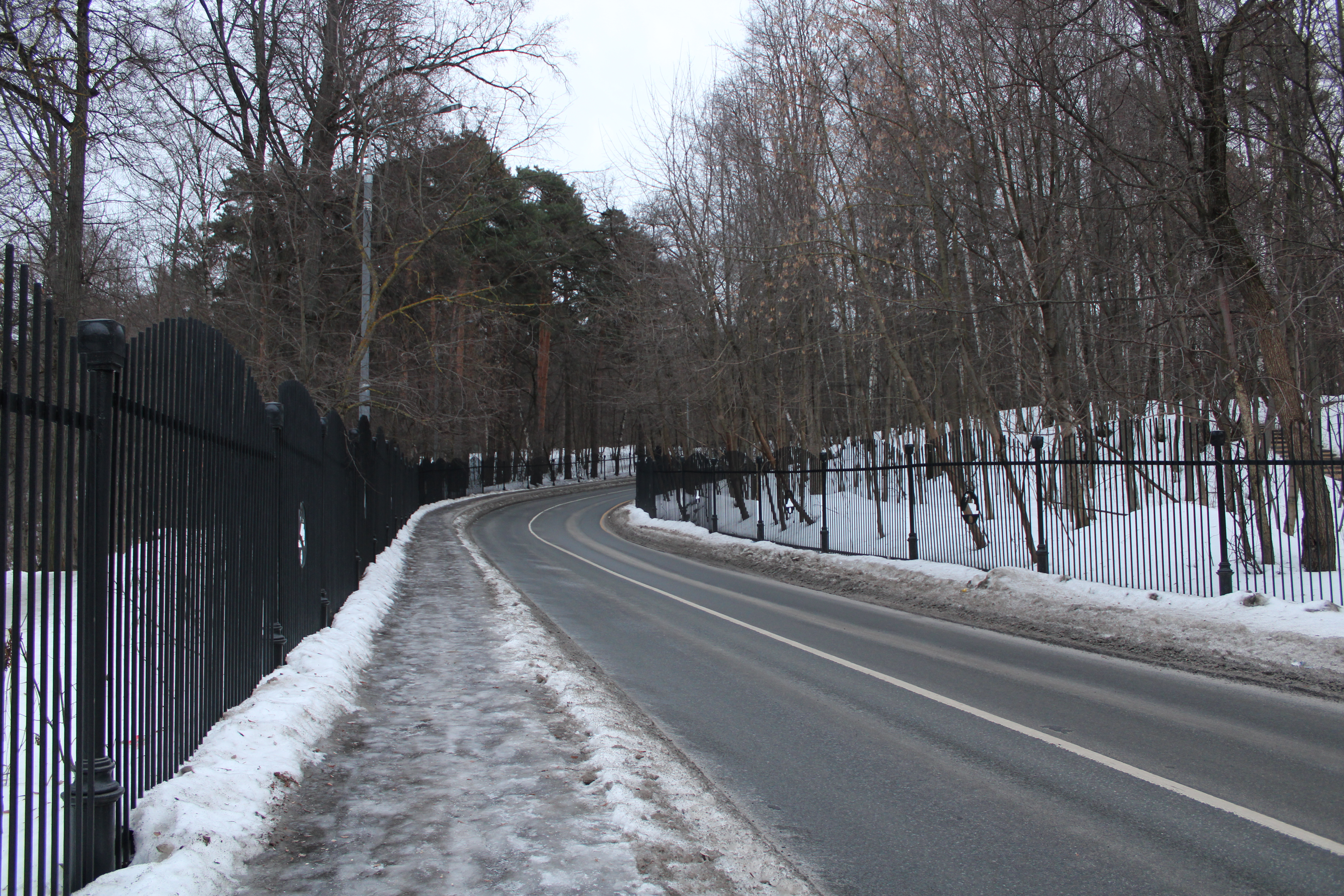
Спуск перед мостом через реку Химка
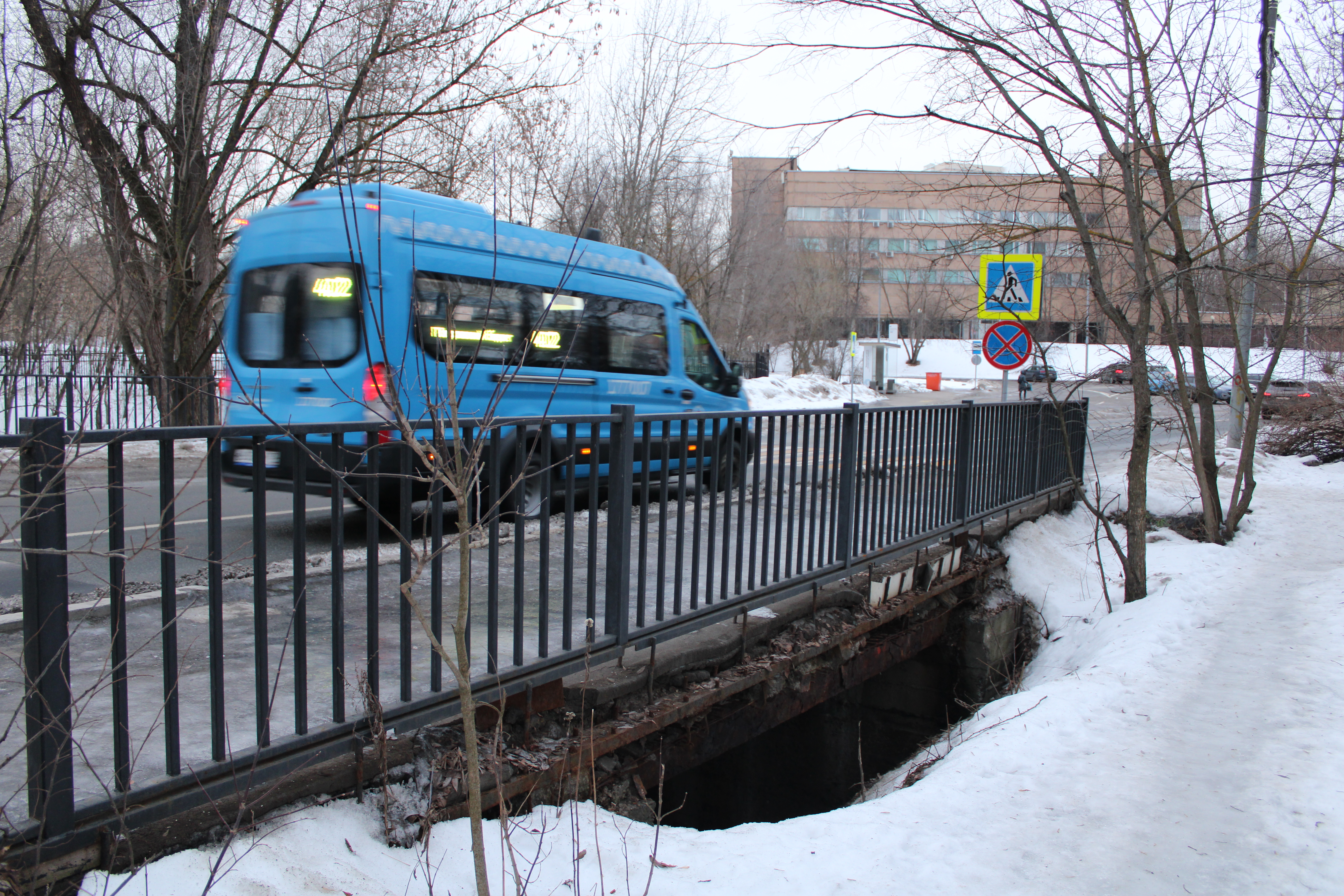
Иваньковский мост
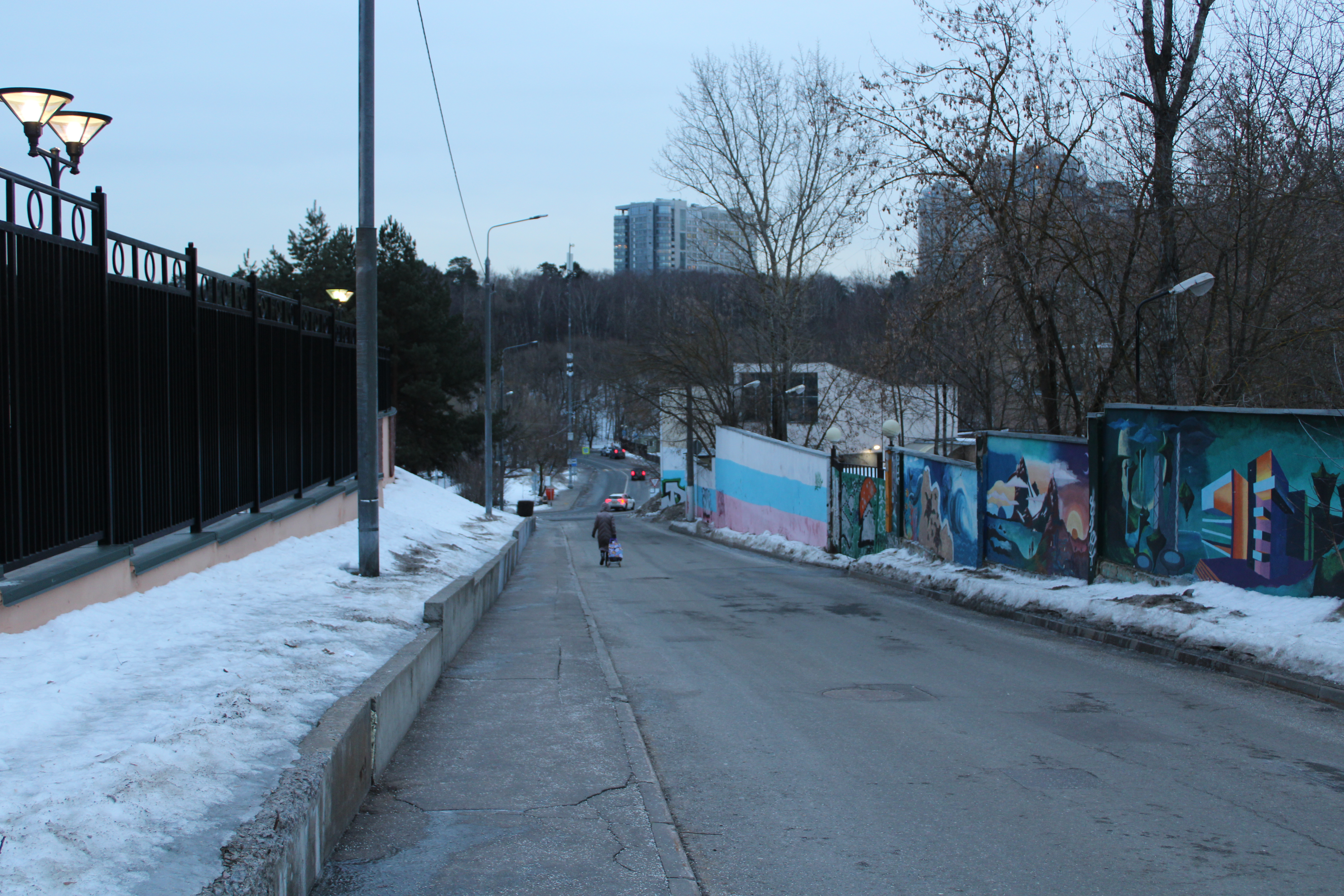
Подъём за мостом в сторону канала имени Москвы

## Примечательные здания и сооружения
По нечётной стороне:
- 3 — Лечебно-реабилитационный центр Минздрава России;
- 5 — жилой комплекс «Алиса»;
- 7 — Центральная клиническая больница гражданской авиации.

По чётной стороне:
- 8 — храм преподобномученицы Елизаветы, ранее спортивный комплекс «Алмаз»;
- 10, с. 3, 12, 12, с. 1—2, 14, с. 1—2, 16, с. 1—4 — дачи.

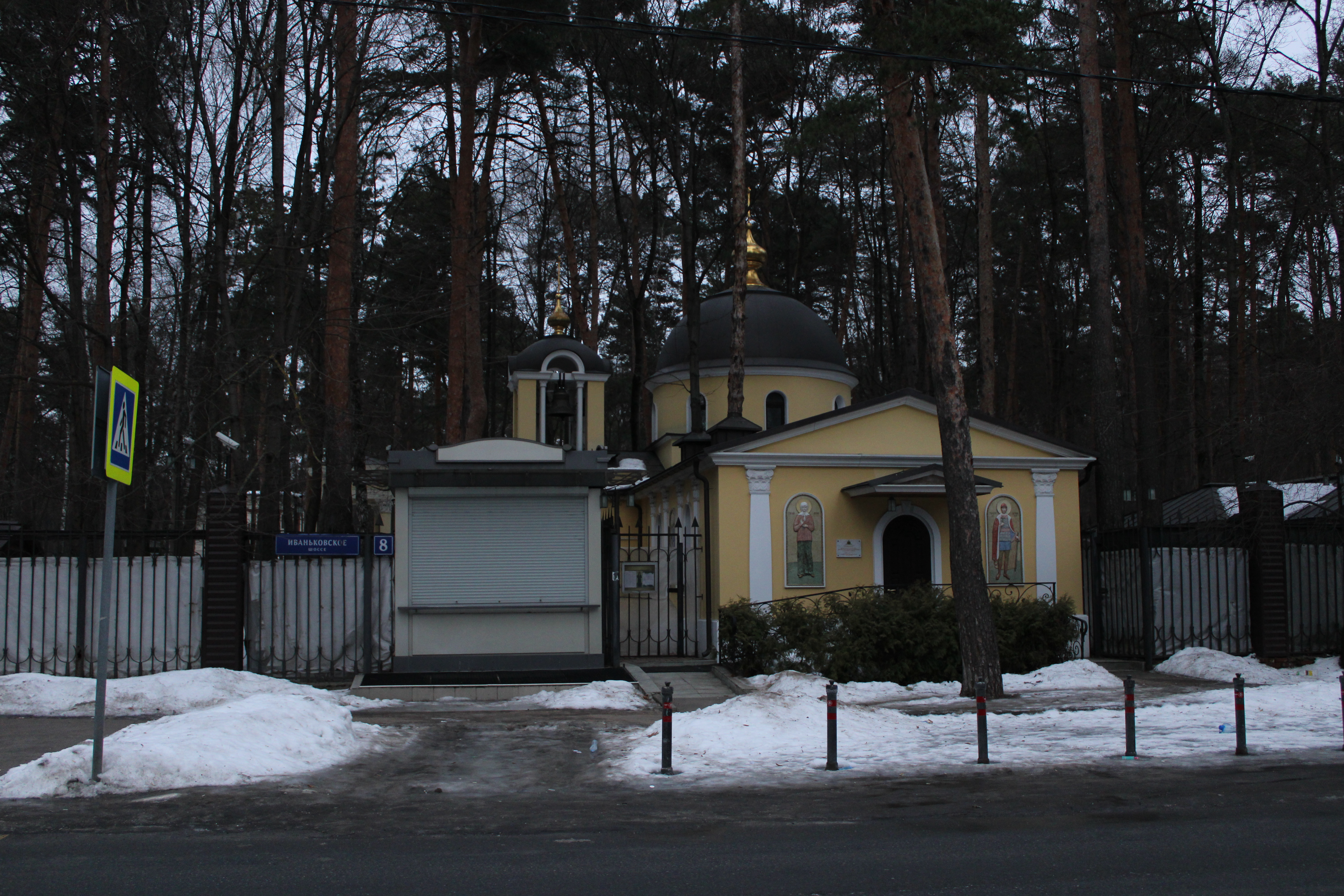
Храм преподобномученицы Елизаветы
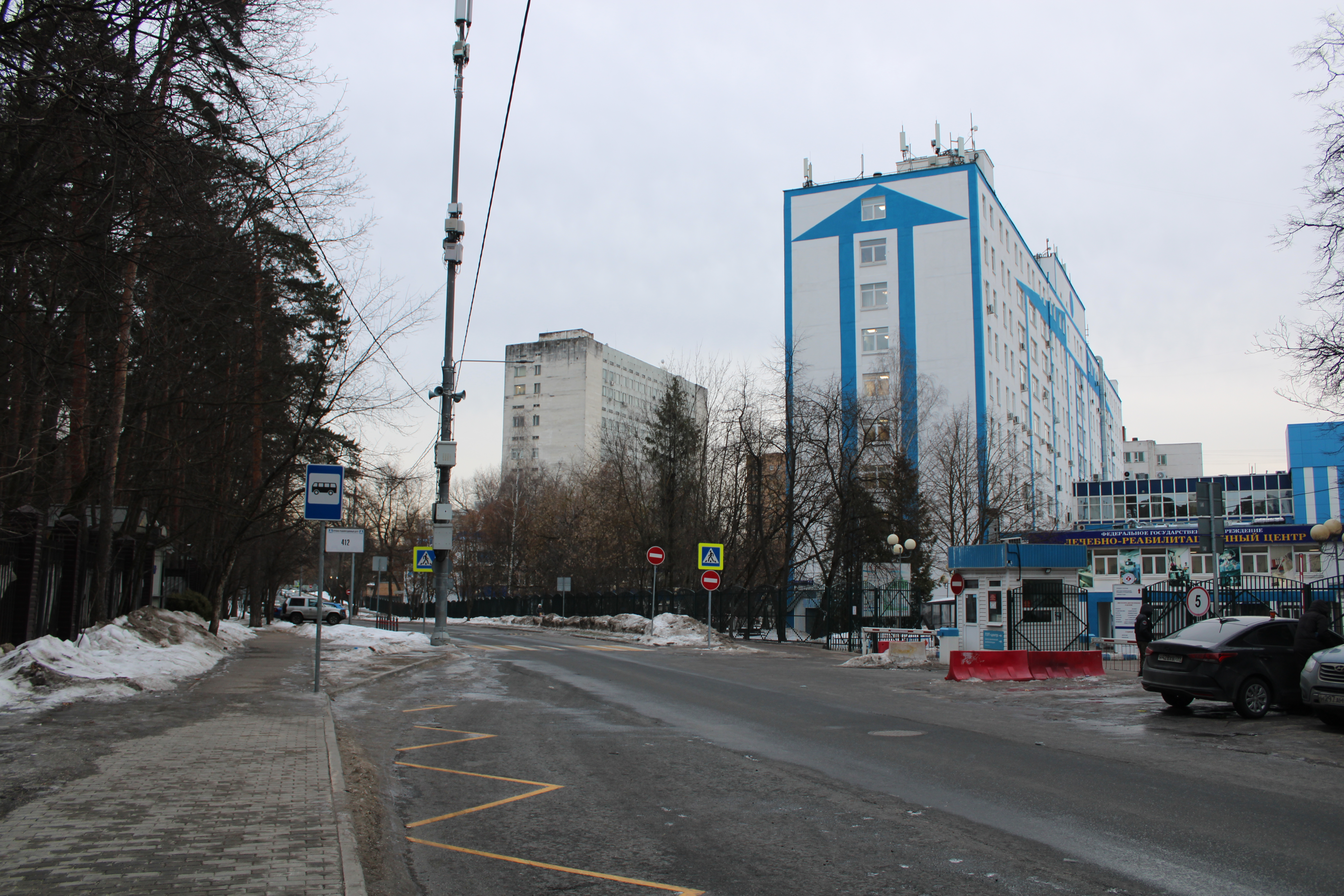
Лечебно-реабилитационный центр Минздрава России
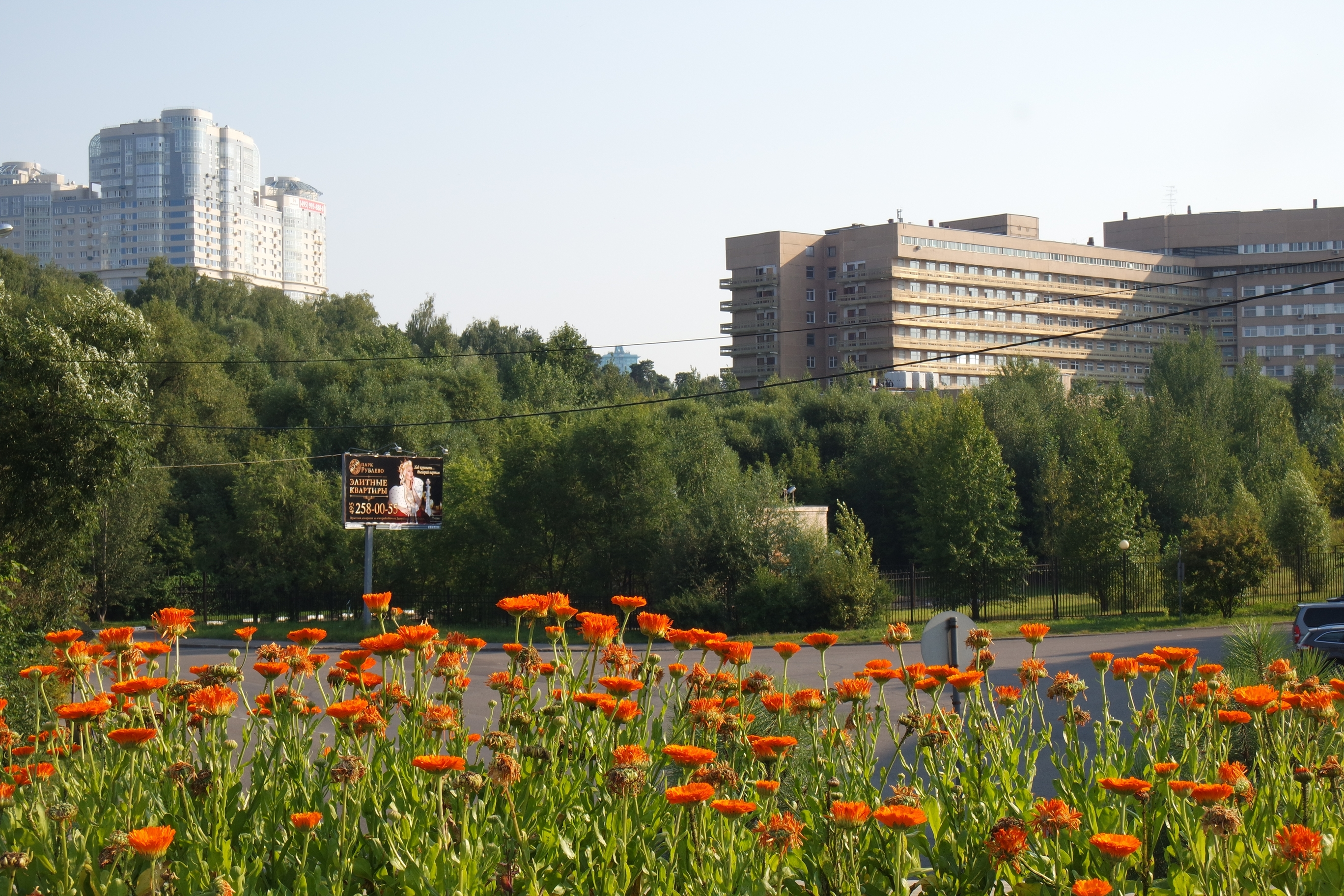
Слева — ЖК «Зодиак», справа — ЦКБ гражданской авиации

## Транспорт

### Наземный транспорт
По Иваньковскому шоссе проходит маршрут автобуса № 412. У юго-восточного конца шоссе, на Волоколамском шоссе, расположены остановки «Покровское-Глебово» автобусов № м1, т70, 88, 356, трамвая № 6.

### Метро
- Станция метро «Щукинская» Таганско-Краснопресненской линии — южнее шоссе, на пересечении улицы Маршала Василевского и Новощукинской улицы с улицей Академика Бочвара и Щукинской улицей.